# Charles Pinckney
Charles Pinckney (Charleston (South Carolina), 26 oktober 1757 – idem, 29 oktober 1824) was een Amerikaans politicus. Hij was een van de ondertekenaars van de Amerikaanse grondwet en bekleedde verschillende politieke functies. Zo was hij gouverneur van South Carolina en lid van het Huis van Afgevaardigden en de Senaat.

## Levensloop
Zijn vader kolonel Charles Pinckney was een rijke plantagehouder. Op zijn twintigste werd Pinckney al namens South Carolina afgevaardigd naar het Continental Congress, hoewel zijn vader geen groot voorstander was van het uitroepen van de Amerikaanse onafhankelijkheid. In diezelfde tijd werd hij lid van de militie en vocht in 1779 als luitenant mee in de Slag om Savannah. De Britten veroverden een jaar later Charleston en daarbij werd Pinckney gevangen gemaakt. Hij zat tot juni 1781 vast.
Na zijn vrijlating werd Pinckney in 1784 opnieuw gekozen als afgevaardigde naar het Continental Congress. Ook had hij verschillende termijnen zitting in de Wetgevende Vergadering van South Carolina. Als lid van het Congress zette hij zich er actief voor in dat de Verenigde Staten van Spanje toestemming kregen om de Mississippi te bevaren.
De rol van Pinckney bij de Constitutional Convention, waar een grondwet werd opgesteld, is groot. Als een van de jongste delegatieleden beweerde hij achteraf een grote invloed te hebben gehad op de inhoud van het document. Pinckney was veel aan het woord. Zo kwam hij met een zeer gedetailleerd voorstel, een voorloper van het Virginia Plan, maar dit werd door de andere leden genegeerd. Hierin stelde hij de invoering van een tweekamerstelsel in, waarbij in de ene Kamer de staten een evenredige vertegenwoordiging hadden en de samenstelling van de andere Kamer gebaseerd was op bevolkingsaantal. Na de Conventie leverde Pinckney een actieve rol bij de ratificatie van de grondwet door South Carolina.
Tijdens de Conventie stelde Pinckney samen met Pierce Butler, ook afkomstig uit South Carolina een voorstel in waarin stond opgenomen dat staten gevluchte slaven moesten oppakken en terugbezorgen aan hun oorspronkelijke eigenaar. Het amendement werd aangenomen en pas in 1864, tijdens de Amerikaanse Burgeroorlog, buiten werking gesteld.
Door de Wetgevende Vergadering van South Carolina werd Pinckney in 1789 tot gouverneur gekozen. Ook raakte hij nauw betrokken bij de Federalistische Partij. Samen met zijn neef Charles Cotesworth Pinckney gaf hij leiding aan de partij. In 1795 kwam daar echter de klad in door kritiek van Pinckney op het door de Federalisten gesteunde Verdrag van Jay. Hij begon meer toenadering te zoeken tot de Democratisch-Republikeinse Partij in zijn eigen staat en zich meer af te zetten tegen de aristocratie waaruit hij zelf voort kwam. In 1796 werd hij opnieuw tot gouverneur gekozen en in 1798 met steun van zijn Democratisch-Republikeinse vrienden tot senator.
Pinckney groeide uit tot een fel tegenstander van zijn voormalige partij. Bij de presidentsverkiezingen van 1800 voerde hij voor Thomas Jefferson campagne in South Carolina. Deze benoemde hem vervolgens tot zijn ambassadeur in Spanje. Als ambassadeur probeerde hij Spanje tevergeefs zover te krijgen Florida aan de Verenigde Staten over te dragen.
Na zijn terugkeer uit Spanje werd Pinckney opnieuw gekozen als gouverneur van South Carolina. In 1814 trok hij zich tijdelijk uit de politiek terug om in 1818 terug te keren in het Huis van Afgevaardigden. Als afgevaardigde maakte hij bezwaar tegen het Missouri-compromis. Daarbij werd besloten dat de slavernij slechts in de helft van de nieuwe gebieden en staten werd ingevoerd. Vanwege gezondheidsproblemen trok Pinckney zich in 1821 terug uit de politiek. Drie jaar later overleed hij.
Baldwin · Bassett · Bedford · Blair · Blount · Brearley · Broom · Butler · Carroll · Clymer · Daniel · Dayton · Dickinson · Few · Fitzsimons · Franklin · Gilman · Gorham · Hamilton · Ingersoll · Johnson · King · Langdon · Livingston · Madison · McHenry · Mifflin · G. Morris · R. Morris · Paterson · C. C. Pinckney · Pinckney · Read · Rutledge · Sherman · Spaight · Washington · Williamson · Wilson
- Gemeinsame Normdatei: 129851663
- International Standard Name Identifier: 0000 0000 3520 4995
- Library of Congress Control Number: n85174191
- Nationale Bibliotheek van Israël: 987007445004905171
- SNAC: w68h9c47
- Biographical Directory of the United States Congress: P000354
- Virtual International Authority File: 23230409
- WorldCat: E39PBJgt7Ft3vK74GGyYybK68C